# Usman Ashik
Usman Ashik (sinh ngày 17 tháng 2 năm 1991) là một cầu thủ bóng đá người Ấn Độ thi đấu cho Gokulam FC ở I-League.

## Sự nghiệp

### Chirag United Kerala
Mùa giải 2011-12 là khởi đầu tốt cho Ashik khi anh có màn ra mắt cho Chirag United Club Kerala ở I-League trước Salgaocar nơi anh có pha kiến tạo quan trọng cho Anil Kumar tạo nên kết quả hòa với Chirags trong thách thức xuống hạng từ sớm mùa giải.

### Mohammedan SC
Ngày 4 tháng 8 năm 2016, Mohammedan SC, bắt đầu chiến dịch cho  Calcutta Premier Division – A 2016/17 với Army XI ngày Chủ Nhật, đã thông báo vụ chuyển nhượn của Usman từ United Sports Club  trong buổi họp báo tổ chức ở Club Tent.

## Thống kê sự nghiệp

### Câu lạc bộ
Số liệu chính xác tính đến ngày 22 tháng 1 năm 2012
| Câu lạc bộ           | Mùa giải            | Giải vô địch | Giải vô địch | Giải vô địch | Cúp     | Cúp       | Cúp      | AFC     | AFC       | AFC      | Tổng    | Tổng      | Tổng     |
| Câu lạc bộ           | Mùa giải            | Số trận      | Bàn thắng    | Kiến tạo     | Số trận | Bàn thắng | Kiến tạo | Số trận | Bàn thắng | Kiến tạo | Số trận | Bàn thắng | Kiến tạo |
| -------------------- | ------------------- | ------------ | ------------ | ------------ | ------- | --------- | -------- | ------- | --------- | -------- | ------- | --------- | -------- |
| Chirag United Kerala | 2011–12             | 5            | 0            | 1            | 0       | 0         | 0        | —       | —         | —        | 5       | 0         | 1        |
| Tổng cộng sự nghiệp  | Tổng cộng sự nghiệp | 5            | 0            | 1            | 0       | 0         | 0        | 0       | 0         | 0        | 5       | 0         | 1        |